# Grande Prêmio dos Países Baixos de 1952
Resultados do Grande Prêmio dos Países Baixos de Fórmula 1 realizado em Zandvoort a 17 de agosto de 1952. Sétima e penúltima etapa da temporada, nela o italiano Alberto Ascari liderou todas as voltas da prova e assinalou sete vitórias, recorde na categoria até aquele instante.

## Classificação da prova
| Pos.   | Nº | Piloto                     | Construtor            | Voltas | Tempo/Diferença   | Grid | Pontos |
| ------ | -- | -------------------------- | --------------------- | ------ | ----------------- | ---- | ------ |
| 1      | 2  | Alberto Ascari             | Ferrari               | 90     | 2:53:28.5         | 1    | 9      |
| 2      | 4  | Giuseppe Farina            | Ferrari               | 90     | + 40.1            | 2    | 6      |
| 3      | 6  | Luigi Villoresi            | Ferrari               | 90     | + 1:34.4          | 4    | 4      |
| 4      | 32 | Mike Hawthorn              | Cooper-Bristol        | 88     | + 2 voltas        | 3    | 3      |
| 5      | 10 | Robert Manzon              | Gordini               | 87     | + 3 voltas        | 8    | 2      |
| 6      | 12 | Maurice Trintignant        | Gordini               | 87     | + 3 voltas        | 5    |        |
| 7      | 28 | Duncan Hamilton            | HWM-Alta              | 85     | + 5 voltas        | 10   |        |
| 8      | 26 | Lance Macklin              | HWM-Alta              | 84     | + 6 voltas        | 9    |        |
| 9      | 16 | Chico Landi Jan Flinterman | Maserati              | 83     | + 7 voltas        | 16   |        |
| Ret    | 34 | Ken Wharton                | Frazer-Nash-Bristol   | 76     | Rolamento de roda | 7    |        |
| Ret    | 36 | Stirling Moss              | ERA                   | 73     | Motor             | 18   |        |
| NC     | 30 | Dries van der Lof          | HWM-Alta              | 70     | Não classificado  | 14   |        |
| Ret    | 22 | Ken Downing                | Connaught-Lea-Francis | 27     | Pressão do óleo   | 13   |        |
| Ret    | 24 | Charles de Tornaco         | Ferrari               | 19     | Motor             | 17   |        |
| Ret    | 14 | Paul Frère                 | Simca-Gordini         | 15     | Embreagem         | 11   |        |
| Ret    | 8  | Jean Behra                 | Gordini               | 10     | Pane elétrica     | 6    |        |
| Ret    | 20 | Jan Flinterman             | Maserati              | 7      | Diferencial       | 15   |        |
| Ret    | 18 | Gino Bianco                | Maserati              | 4      | Eixo              | 12   |        |
| Fonte: |    |                            |                       |        |                   |      |        |

## Tabela do campeonato após a corrida
Classificação do mundial de pilotos
|        | Pos. | Piloto          | Pontos  |
| ------ | ---- | --------------- | ------- |
|        | 1    | Alberto Ascari  | 36 (45) |
| 1      | 2    | Giuseppe Farina | 24      |
| 1      | 3    | Piero Taruffi   | 22      |
|        | 4    | Rudi Fischer    | 10      |
| 2      | 5    | Mike Hawthorn   | 10      |
| Fonte: |      |                 |         |

- Nota: Somente as primeiras cinco posições estão listadas. Entre 1950 e 1953 cada piloto podia computar quatro resultados válidos por temporada havendo divisão de pontos em caso de monopostos compartilhados.